# Saison 3 de Dexter
Chronologie
Saison 2 Saison 4
La troisième saison de la série télévisée américaine Dexter comporte 12 épisodes diffusés du 28 septembre au 14 décembre 2008.

## Généralités
Cette troisième saison a été annoncée lors d'une soirée organisée par Showtime sur le thème de la série début novembre 2007 par le président de la chaîne, Robert Greenblatt, lorsque des journalistes lui ont demandé si une troisième saison était prévue.
Dexter et Rita avancent dans leur relation, ils découvrent que cette dernière est enceinte de lui. Batista est promu sergent au poste laissé vacant par Doakes. Un assistant procureur fait la connaissance de Dexter et va apprendre beaucoup de lui. Une collègue de Dexter gravement malade lui demande un énorme service.

## Synopsis
Dexter Morgan n'est pas exactement un citoyen américain comme les autres, il porte un lourd secret. Dexter est un expert en médecine légale spécialisé dans l'analyse de traces de sang pour la police le jour, et un tueur en série la nuit.
Victime d'un traumatisme dans sa plus tendre enfance puis recueilli par un officier de police de Miami, il se dit incapable de ressentir la moindre émotion. Incapable, si ce n'est lorsqu'il satisfait ses pulsions meurtrières, que son père adoptif, Harry Morgan, lui a appris à canaliser. Selon le code que Harry lui a enseigné, Dexter ne tue que des monstres parvenus à échapper au système judiciaire. Toutefois dans cette saison en particulier, Dexter montre de l'émotion quand il s'agit de sa famille et tue plusieurs fois sans respecter le code.

## Distribution

### Acteurs principaux
- Michael C. Hall (VF : Patrick Mancini) : Dexter Morgan
- Julie Benz (VF : Anneliese Fromont de Vitis) : Rita Bennett
- Jennifer Carpenter (VF : Stéphanie Hédin) : Debra Morgan
- C. S. Lee (VF : Pierre Val) : Vince Masuka
- Lauren Vélez (VF : Marie Vincent) : Maria LaGuerta
- David Zayas (VF : Enrique Carballido) : Angel Batista
- James Remar (VF : Patrice Baudrier) : Harry Morgan

### Acteurs récurrents
- Desmond Harrington (VF : Stéphane Fourreau) : Joey Quinn
- Christina Robinson (VF : Alice de Vitis) : Astor Bennett
- Preston Bailey (VF : Volidia Girard) : Cody Bennett
- Geoff Pierson (VF : Jean Barney) : Tom Matthews
- Dominic Janes (en) (VF : Virgil Leclaire) : Dexter enfant
- Devon Graye (VF : Mathieu Laurent) : Dexter adolescent
- David Ramsey (VF : Daniel Lobé) : Anton Briggs
- Margo Martindale (VF : Diane Pierens) : Camilla Figg
- Jimmy Smits (VF : Lionel Tua) : Miguel Prado[1]
- Valerie Cruz (VF : Emmanuelle Bondeville) : Sylvia Prado[2]
- Jason Manuel Olazabal (VF : Laurent Hugny) : Ramon Prado
- Jesse Borrego (VF : Gérard Cherqui) : George King / Jorge Orozco
- Kristin Dattilo (VF : Carole Franck) : inspecteur Barbara Gianna[3]

## Diffusions
Cette saison a été diffusée du 28 septembre 2008 au 14 décembre 2008 sur Showtime, aux États-Unis, et sur The Movie Network au Canada.
Elle a été diffusée en France à la suite de la deuxième saison dès le 19 février 2009 sur Canal+, soit deux mois après la fin de la diffusion originale. La série est ensuite diffusée depuis le 17 octobre 2012 sur TF1.

## Résumé de la saison
Dexter se sent libre maintenant que Doakes est mort et qu'il s'est arrangé pour ne pas laisser de traces derrière lui. Tout ce qu'il souhaite, c'est simplement retrouver Rita et passer du temps avec elle tout en continuant à « chasser ». Seulement, la vie suit son cours et Rita lui apprend qu'elle est enceinte de lui. Dexter tout d'abord surpris essaye de lui montrer de la joie mais il se pose immédiatement beaucoup de questions sur le futur et le bonheur de cet enfant. Il prend du temps pour y réfléchir et décide de se positionner plus tard…
Lors d'une traque en essayant de piéger sa nouvelle victime, un trafiquant de drogue surnommé « Freebo », Dexter tue accidentellement le jeune frère de Miguel Prado, un assistant procureur de district (Assistant District Attorney (en) ou A.D.A.). Le meurtrier présumé par les autorités est Freebo. Dexter le retrouve et le tue. Il est surpris après coup, avec des preuves incriminantes, par Miguel, et ce dernier remercie Dexter. Une profonde amitié débute ainsi entre les deux hommes.
En parallèle, Camilla Figg, l'employée des archives qui connaît Dexter depuis qu'il a été recueilli à l'âge de trois ans par Harry Morgan, révèle à Dexter qu'elle est en phase terminale d'un cancer du poumon. Elle lui demande alors de l'aider à mourir, ce à quoi Dexter se résoudra après maintes réflexions.

## Liste des épisodes

### Épisode 1:Notre Père
- États-Unis /  Canada : 28 septembre 2008 sur Showtime / The Movie Network
- France : 
  - 19 février 2009 sur Canal+
  - 17 octobre 2012 sur TF1[4],[6]
- Québec : 10 mars 2010 sur Mystère[7]

- États-Unis : 1,22 million de téléspectateurs (première diffusion)
- France : 1,89 million de téléspectateurs[8] (première diffusion)

### Épisode 2:À la recherche de Freebo
- États-Unis : 5 octobre 2008 sur Showtime
- France : 
  - 19 février 2009 sur Canal+
  - 17 octobre 2012 sur TF1[4],[6]
- Québec : 17 mars 2010 sur Mystère

- États-Unis : 786 000 téléspectateurs[9] (première diffusion)
- France : 1,06 million de téléspectateurs (première diffusion)

### Épisode 3:Prédateurs
- États-Unis : 12 octobre 2008 sur Showtime
- France : 
  - 26 février 2009 sur Canal+
  - 24 octobre 2012 sur TF1[6]
- Québec : 24 mars 2010 sur Mystère

- États-Unis : 1,07 million de téléspectateurs (première diffusion)
- France : 1,65 million de téléspectateurs (première diffusion)

### Épisode 4:Jeu de rôle
- États-Unis : 19 octobre 2008 sur Showtime
- France : 
  - 26 février 2009 sur Canal+
  - 24 octobre 2012 sur TF1[6]
- Québec : 31 mars 2010 sur Mystère

- États-Unis : 863 000 téléspectateurs[10] (première diffusion)
- France : 1 million de téléspectateurs (première diffusion)

### Épisode 5:L'Appel du large
- États-Unis : 26 octobre 2008 sur Showtime
- France : 
  - 5 mars 2009 sur Canal+
  - 31 octobre 2012 sur TF1[6]
- Québec : 7 avril 2010 sur Mystère

- États-Unis : 1 million de téléspectateurs (première diffusion)
- France : 1,59 million de téléspectateurs (première diffusion)

### Épisode 6:Vouloir, c'est pouvoir
- États-Unis : 2 novembre 2008 sur Showtime
- France : 
  - 5 mars 2009 sur Canal+
  - 31 octobre 2012 sur TF1[6]
- Québec : 12 avril 2010 sur Mystère

- États-Unis : 1,04 million de téléspectateurs (première diffusion)
- France : 1 million de téléspectateurs (première diffusion)

### Épisode 7:C'est du gâteau
- États-Unis : 9 novembre 2008 sur Showtime
- France : 
  - 12 mars 2009 sur Canal+
  - 7 novembre 2012 sur TF1[6]
- Québec : 19 avril 2010 sur Mystère

- États-Unis : 830 000 téléspectateurs (première diffusion)
- France : 1,8 million de téléspectateurs (première diffusion)

### Épisode 8:L'Effet papillon
- États-Unis : 16 novembre 2008 sur Showtime
- France : 
  - 12 mars 2009 sur Canal+
  - 7 novembre 2012 sur TF1[6]
- Québec : 26 avril 2010 sur Mystère

- États-Unis : 960 000 téléspectateurs (première diffusion)
- France : 1 million de téléspectateurs (première diffusion)

### Épisode 9:À propos d'hier soir
- États-Unis : 23 novembre 2008 sur Showtime
- France : 
  - 19 mars 2009 sur Canal+
  - 14 novembre 2012 sur TF1[6]
- Québec : 3 mai 2010 sur Mystère

- États-Unis : 1,13 million de téléspectateurs (première diffusion)
- France : 1,7 million de téléspectateurs (première diffusion)

### Épisode 10:Options
- États-Unis : 30 novembre 2008 sur Showtime
- France : 
  - 19 mars 2009 sur Canal+
  - 14 novembre 2012 sur TF1[6]
- Québec : 10 mai 2010 sur Mystère

- États-Unis : 1,13 million de téléspectateurs (première diffusion)
- France : 1,5 million de téléspectateurs (première diffusion)

### Épisode 11:Adios, amigo
- États-Unis : 7 décembre 2008 sur Showtime
- France : 
  - 26 mars 2009 sur Canal+
  - 21 novembre 2012 sur TF1[6]
- Québec : 17 mai 2010 sur Mystère

- États-Unis : 1,34 million de téléspectateurs (première diffusion)
- France : 1,6 million de téléspectateurs (première diffusion)

### Épisode 12:Demain je me marie
- États-Unis : 14 décembre 2008 sur Showtime
- France : 
  - 26 mars 2009 sur Canal+
  - 21 novembre 2012 sur TF1[6]
- Québec : 24 mai 2010 sur Mystère

- États-Unis : 1,5 million de téléspectateurs[11] (première diffusion)
- France : 950 000 téléspectateurs (première diffusion)